# Inge Schmidt
Ingeborg „Inge“ Schmidt (* 16. November 1909 in Hamburg; † 25. Mai 1997 ebenda) war eine deutsche Schauspielerin bei Bühne, Film und Fernsehen und eine Theaterregisseurin.

## Leben und Wirken
Inge Schmidt stand bereits als Vierjährige mit Märchenspielen auf der Bühne, ehe sie als junge Erwachsene in ihrer Heimatstadt Hamburg privaten Schauspielunterricht nahm. Anschließend gab sie 1927 ihr Erwachsenendebüt am Thalia-Theater der Hansestadt sowie am Altonaer Stadttheater, dem sie die kommenden acht Jahre treu bleiben sollte. 1935 ging sie für den in München spielenden Film Künstlerliebe nach Berlin und spielte dort mit der Toni, einer jungen Opernballetttänzerin, die Hauptrolle. Trotz dieses hoffnungsvollen Leinwanddebüts setzte Inge Schmidt ihre Filmtätigkeit nicht fort, sondern nahm bald darauf ein Angebot an, das sie von 1936 bis 1945 an das Münchner Staatstheater führen sollte.
Inge Schmidts frühe Theaterrollen beinhalten unter anderem das Gretchen im Faust, die Rosalinde in Wie es euch gefällt, die Viola in Was ihr wollt, das Käthchen von Heilbronn, die Hermia in Ein Sommernachtstraum, das Pützchen in Des Teufels General und die Lola in Komm wieder, kleine Sheba.
Nach dem Krieg kehrte Inge Schmidt nach Hamburg zurück, trat an den dortigen Kammerspielen und am „Theater im Zimmer“ auf und unternahm Gastspielreisen, die sie bis nach Leipzig, Den Haag, Amsterdam und Bern führten. Zu dieser Zeit hatte sie bereits in einer Reihe von Hörspielen mitgewirkt und als Regisseurin Theaterstücke – vor allem Märchen für die Kleinen und Lustspiele für die Großen, aber auch van Drutens Das Lied der Taube, Frys Ein Phönix zuviel und Inges Komm wieder, kleine Sheba – zu inszenieren begonnen.
Mit Beginn des Fernsehzeitalters in der Bundesrepublik trat Inge Schmidt nach 18 Jahren Abwesenheit auch wieder vor die Kamera. In den kommenden drei Jahrzehnten wirkte sie in einer Fülle von Produktionen mit. Mit einer Oma-Rolle sah man sie auch an der Seite von Heidi Kabel und Willy Millowitsch in der Serie Hei-Wi-Tip-Top. Nach 1986 verliert sich Inge Schmidts Spur. Die Künstlerin war in jungen Jahren kurzzeitig mit dem Bildhauer Hans Wagner verheiratet und anschließend mit dem Journalisten Hermann Harster.

## Filmografie
- 1935: Künstlerliebe
- 1953: Die unsichtbare Sammlung
- 1954: Vater braucht eine Frau
- 1954: Zwei oder drei Ehen
- 1955: Verlorene Söhne
- 1959: Akt mit Geige
- 1960: … und nach uns die Sintflut
- 1961: Bei Pichler stimmt die Kasse nicht
- 1961: Inspektor Hornleigh greift ein … (TV-Serie)
- 1963: Der Privatsekretär
- 1964: Sergeant Dower muß sterben
- 1966: Feine Herrschaften
- 1966: Ein idealer Gatte
- 1968: An Einzeltischen
- 1968: Cliff Dexter (TV-Serie, eine Folge)
- 1970: Die Perle – Aus dem Tagebuch einer Hausgehilfin (TV-Serie, eine Folge)
- 1972: Butler Parker (TV-Serie, eine Folge)
- 1971–1973: Hei-Wi-Tip-Top (Serie)
- 1984: Tod eines Schaustellers
- 1985: Der Alte (eine Folge)
- 1986: Quadrille